# Phalota rufiventris
Phalota rufiventris é uma espécie de cerambicídeo, endêmica da Austrália.

## Biologia
Os adultos têm um comprimento que varia de 5 a 6 mm. Apresentam atividade durante o período de novembro a janeiro.

## Taxonomia
Em 1917, a espécie foi descrita por Christopher Aurivillius.

## Distribuição
A espécie é endêmica da Austrália, na qual ocorre no estado de Queensland.